# Џејмс Гај
Џејмс Гај (енгл. James Guy; Бери, 26. новембар 1995) енглески је пливач и репрезентативац Уједињеног Краљевства чија специјалност је пливање слободним и делфин стилом на 100 и 200 метара.

## Каријера
Међународну каријеру Гај је започео освајањем бронзане медаље у трци на 400 слободно на Европском јуниорском првенству 2012. у Антверпену, а већ следеће године на истом такмичењу, овај пут одржаном у пољском Познању, осваја злата на 200 слободно и 4×200 слободно. Свега две недеље након тог европског првенства дебитовао је у сениорској конкуренцији на светском првенству у Барселони 2013. на ком је успео да се пласира у финале трке на 400 метара слободним стилом и у истом заузме високо пето место са временом од 3:47,96 минута. Успешну 2013. годину Гај је окончао учешћем на Светском јуниорском првенству у Дубаију на ком је поред титуле светског првака у штафети 4×200 слободно освојио и две сребрне медаље у тркама на 200 и 400 слободно.
На националном првенству одржаном у Глазгову у априлу месецу 2014. Гај је освојио троструко злато на 200 и 400 слободно, те на 200 делфин, а у трци на 400 слободно поставио је и нови национални рекорд. Три месеца касније представљао је Енглеску на Играма Комонвелта у Глазгову где је поред златне медаље у трци на 4×100 мешовито освојио и бронзу на 400 слободно.  
На светском првенству у Казању 2015. осваја златну медаљу у трци на 200 слободно победивши тада актуелног олимпијског победника Суен Јанга са предношћу од свега 0,06 секунди, а време 1:45,14 минута уједно је био и нови британски национални рекорд.	Била је то уједно и прва британска златна медаља у овој дисциплини у историји британског пливања. У Казању је Гај освојио још две медаље, злато у штафети на 4×200 слободно и сребро у трци на 400 слободно.    
На Олимпијским играма дебитовао је у Рију 2016. где је успео да освоји две сребрне медаље у штафетама на 4×200 слободно (у штафети су пливали још и Стивен Мајлн, Данкан Скот и Ден Волас) и 4×100 мешовито (Крис Вокер Хеборн, Адам Пити и Данкан Скот). Успео је да се пласира и у финала трка на 200 и 400 слободно у којима је заузео 4. и 6. место.
Велики успех постигао је и на светском првенству у Будимпешти 2017. где је пливао у финалима свих 6 дисциплина у којима је наступио, од чега је три финалне трке окончао на победничком постољу. Највећи успех постигао је у штафети 4×200 слободно са којом је освојио златну медаљу са временом новог националног рекорда од 7:01,70 минута (поред Гаја у финалу су пливали још и Ник Грејнџер, Стивен Мајлн и Данкан Скот). У штафети 4×100 мешовито освојио је сребро, а у трци на 100 делфин бронзу.
На Играма комонвелта које су 2018. одржано у аустралијском Гоулд Коусту освојио је укупно 5 медаља, 4 сребрне и једну бронзану. Неколико месеци касније, на Европском првенству у Глазгову, Гај је освојио три титуле континенталног првака у штафетним тркама, те бронзу у трци на 100 метара делфин стилом.
На светском првенству у Квангџуу 2019. Гај је освојио титулу светског првака у трци на 4×100 мешовито (заједно са Питијем, Скотом и Гринбенком), а њихово време од 3:28,10 минута је уједно био и нови европски рекорд. Освојио је и бронзану медаљу у трци микс штафета на 4×100 мешовито, док је најбољи појединачни резултат остварио у трци на 100 делфин коју је завршио на 7. месту, док је у трци на 200 слободно такмичење завршио на 11. месту у полуфиналу, иако је у квалификацијама испливао најбоље време и заузео прво место. 